# Tetranychus armeniaca
Tetranychus armeniaca är en spindeldjursart som beskrevs av Bagdasarian 1951. Tetranychus armeniaca ingår i släktet Tetranychus och familjen Tetranychidae. Inga underarter finns listade i Catalogue of Life.